# .gl
Pour les articles homonymes, voir GL.

.gl est le domaine de premier niveau national (country code top level domain : ccTLD) réservé au Groenland.
En décembre 2009, Google a lancé un service de Réduction d'URL utilisant le domain hack goo.gl. Le service a été fermé le 30 mars 2019.